# Leptocaris biscayensis
Leptocaris biscayensis is een eenoogkreeftjessoort uit de familie van de Darcythompsoniidae. De wetenschappelijke naam van de soort is voor het eerst geldig gepubliceerd in 1955 door Noodt.